# Рушањ
Рушањ је приградско насеље у градској општини Чукарица у граду Београду. Удаљено је 16 km од центра Београда. Најближе суседно насеље је Ресник, удаљено 2 km од центра Рушња. Према попису из 2022. било је 4.507 становника.

## О Рушњу
На петнаестак километара јужно од центра града Београда, непосредно уз Ибарску магистралу налази се Рушањ. Од некада малог, неизграђеног места, са свим обележјима шумадијског села, на брдовитом терену, опасан прелепим шумама, са бројним потоцима и изворима воде, Рушањ је прерастао у модерно приградско насеље. У Рушњу званично, по попису из 2011, живи 4821 становник.
Рушањ још није регулисао питање увођења градске канализације. Према званичном Плану развоја водоводног и канализационог система на подручју града Београда, изградња канализационе мреже у Рушњу требало би да почне најдаље до краја 2025. године.
Пројекат гасификације овог насеља постоји, али још није спроведен.
У Рушњу постоје дечији вртићи "Бубамара" и "Вртић Спортић" , Основна школа "Аца Милосављевић", библиотека "Лаза Костић", дом здравља, две апотеке, пошта, бензинска пумпа, као и низ продавница (Аman, Soul food, Тоtal market, TSV...) и разних приватних радњи.

## Градски саобраћај
До насеља се линијама ГСП-а може стићи:
- Линија 507 Кнежевац — Рушањ /Дробњачки крај/[1]
- Линија 531 Баново брдо — Рушањ /13. септембра/[2]
- Линија 532 Баново брдо — Рушањ /Ослобођења/[3]
- Линија 534 Церак Виногради — Рипањ /Гробље/[4]
- Линија 56Н Трг Републике — Петлово брдо — Рушањ /13. септембра/[5]

Редовним аутобуским линијама 560 и 581 (СП "Ласта"), које имају стајалишта на улазу у Рушањ са Ибарског пута, ово насеље повезано је и са седиштима приградских општина Барајево и Лазаревац.

## Крајеви Рушња

### Центар
Центар је место окупљања свих мештана и главно место збивања свих догађаја, као и седиште установа као што су Дом здравља, библиотека, продавнице, пекаре, мењачница, кафана, вртић, школа, Дом пензионера, пошта итд.

### Ружић крај (староседеоци)
У овом крају појавиле су се прве куће ван центра Рушња, као и прва школа у Рушњу. У овом крају смештен је и стадион ФК "Рушањ".

### Петровић крај (староседеоци)
На крају Рушња стари крај са великим двориштима и малим, староседелачким кућама, неретко и живином, стоком итд. У овом крају налази се црква Свете Петке.

### Дробњачки крај (староседеоци-мешовито)
Дробњачки крај представља практично једна улица (Илије Милићевића) која је, уз ул. Ослобођења и 13. септембра, најдужа у Рушњу.

### Марковић крај
Марковић крај је урбанији и новији део Рушња са великим лепим кућама. Пријатна атмосфера упркос близини магистрале.

### Орловац
Орловац је најновији крај у Рушњу који је уједно и најнасељенији, такође као и Марковић крај са великим здањима која не подсећају на сеоски амбијент као што је стање у, рецимо, центру. Иако резиденцијалног типа, Орловац је једини део Рушња који има стамбене зграде. Овде се налази и кафе — пицерија. По многима, ово је најлепши део Рушња, уједно најближи Реснику — део Орловца после окретнице аутобуске линије 532 званично припада општини Раковица. То је врло мали део после кога следи 300м пута и наилази се на прве куће насеља Ресник. У оквиру тог "Раковичког Орловца" постоји део који локално називају "Мала Босна" због порекла нових мештана.

### Ново насеље
Ново насеље није толико ново као што име каже, но тада када су га назвали тако било је најновије. Мешовито је становништво овог краја који се налази уз Ибарску магистралу. Новом насељу припада и бензинска станица са ауто перионицом и кафеом.

## Историја
Први писани трагови и легенде указују да је некадашње село у прошлости имало више имена, све у зависности чије су освајачке хорде пролазиле и владале овим крајем.
Насеље се звало Руксн, Русан, Велико село, Старо село и можда још како, али је у основи било Рушањ. У том имену лежи рушење, разваљивање, нестајање и страдање.
Од свог постанка, први писани трагови допиру до 1520. године и времена турске владавине. Три пута је село рушено и спаљивано и три пута обнављано. И касније кроз векове, а нарочито у 20. веку, Рушањ је сведок многих ратова, те су мештани учесници свих ослободилачких ратова које је Србија водила, па се у центру Рушња налази споменик и спомен плоча палим борцима.

### ОШ "Аца Милосављевић"
Прва школа у Рушњу је основана 1870. године и то у приватној кући Степана Ружића, тада најбогатијег човека у Рушњу познатој по називу „Ружићев чардак“. Њему и припада највећа заслуга за отварање прве школе као угледном домаћину који је био веома утицајан човек, цењен у читавом Врачарском срезу и близак пријатељ кнеза Михаила Обреновића. Забележено је да је први учитељ у школи био Јеврем Милорадовић, мештанин села Рушња.
Године 1873. мештани подижу прву школску зграду о којој је записано да је за њену изградњу утрошено 12000 гроша, да је наставу похађало петнаестак ученика, као и да је тадашња школска библиотека имала педесетак књига. На основу извештаја просветног инспектора из 1880. године може се закључити да је школа у Рушњу спадала у најбоље школе сеоског подручја тадашњег Врачарског среза.
Сачувани су план и предрачун градње садашње школске зграде, који је одобрило Министарство просвете 18. јануара 1928. године. Записи не говоре о почетку градње, потешкоћама у раду, па ни о завршетку радова, мада се зна да је отворена 1930. године, чиме је добијена стилски једна од најлепших школских зграда у Београдском округу. Занимљиво да је 1935. у школском дворишту убијен вук.
По завршетку Другог светског рата школа у Рушњу наставља са радом и добија назив „Аца Милосављевић“, по партизанском борцу из овог краја, који је као омладинац погинуо у борби против немачких окупатора приликом ослобађања Београда у селу Зуце испод Авале.

## Црква Св. Петке Параскеве и црква Св. Георгија
У Рушњу постоје два православна храма: храм Преподобне Петке Параскеве је парохијска црква (Света Петка је и сеоска слава - "заветина" Рушња), док је храм Св. вмуч. Георгија задужбина једне породице и у њему су богослужења знатно ређа.
Такође, Рушањ има и два гробља: Старо (мање) и Ново (веће).

## Демографија
У насељу Рушањ живи 3803 пунолетна становника, а просечна старост становништва износи 38,3 година (37,7 код мушкараца и 38,9 код жена). У насељу има 1440 домаћинстава, а просечан број чланова по домаћинству је 3,31.
Ово насеље је великим делом насељено Србима (према попису из 2002. године), а у последња три пописа, примећен је пораст у броју становника.

## Демографија: табеле
|  |

| Демографија | Демографија | Демографија |
| Година      | Становника  | Становника  |
| ----------- | ----------- | ----------- |
| 1948.       | 1.520       |             |
| 1953.       | 1.546       |             |
| 1961.       | 1.666       |             |
| 1971.       | 1.686       |             |
| 1981.       | 3.610       |             |
| 1991.       | 4.672       | 4.471       |
| 2002.       | 4.769       | 5.034       |
| 2011.       | 4.821       |             |

| Етнички састав према попису из 2002.‍ | Етнички састав према попису из 2002.‍ | Етнички састав према попису из 2002.‍ | Етнички састав према попису из 2002.‍ | Етнички састав према попису из 2002.‍ |
| ------------------------------------ | ------------------------------------ | ------------------------------------ | ------------------------------------ | ------------------------------------ |
|                                      |                                      |                                      |                                      |                                      |
| Срби                                 | Срби                                 |                                      | 4.321                                | 90,60%                               |
| Роми                                 | Роми                                 |                                      | 227                                  | 4,75%                                |
| Црногорци                            | Црногорци                            |                                      | 66                                   | 1,38%                                |
| Југословени                          | Југословени                          |                                      | 25                                   | 0,52%                                |
| Хрвати                               | Хрвати                               |                                      | 24                                   | 0,50%                                |
| Македонци                            | Македонци                            |                                      | 19                                   | 0,39%                                |
| Муслимани                            | Муслимани                            |                                      | 12                                   | 0,25%                                |
| Горанци                              | Горанци                              |                                      | 10                                   | 0,20%                                |
| Словенци                             | Словенци                             |                                      | 4                                    | 0,08%                                |
| Мађари                               | Мађари                               |                                      | 3                                    | 0,06%                                |
| Бугари                               | Бугари                               |                                      | 2                                    | 0,04%                                |
| Руси                                 | Руси                                 |                                      | 1                                    | 0,02%                                |
| Румуни                               | Румуни                               |                                      | 1                                    | 0,02%                                |
| непознато                            | непознато                            |                                      | 15                                   | 0,31%                                |

| Година пописа     | 1948. | 1953. | 1961. | 1971. | 1981. | 1991. | 2002. |
| ----------------- | ----- | ----- | ----- | ----- | ----- | ----- | ----- |
| Број домаћинстава | 313   | 330   | 376   | 417   | 935   | 1.236 | 1.440 |

| Број чланова      | 1   | 2   | 3   | 4   | 5   | 6  | 7  | 8  | 9 | 10 и више | Просек |
| ----------------- | --- | --- | --- | --- | --- | -- | -- | -- | - | --------- | ------ |
| Број домаћинстава | 211 | 290 | 272 | 378 | 154 | 92 | 26 | 11 | 3 | 3         | 3,31   |

| Пол    | Укупно | Неожењен/Неудата | Ожењен/Удата | Удовац/Удовица | Разведен/Разведена | Непознато |
| ------ | ------ | ---------------- | ------------ | -------------- | ------------------ | --------- |
| Мушки  | 1.923  | 571              | 1.208        | 76             | 60                 | 8         |
| Женски | 2.061  | 458              | 1.225        | 285            | 91                 | 2         |
| УКУПНО | 3.984  | 1.029            | 2.433        | 361            | 151                | 10        |

| Пол    | Укупно                    | Пољопривреда, лов и шумарство | Рибарство                            | Вађење руде и камена | Прерађивачка индустрија       |
| ------ | ------------------------- | ----------------------------- | ------------------------------------ | -------------------- | ----------------------------- |
| Мушки  | 884                       | 44                            | 0                                    | 1                    | 201                           |
| Женски | 718                       | 30                            | 0                                    | 0                    | 92                            |
| УКУПНО | 1.602                     | 74                            | 0                                    | 1                    | 293                           |
| Пол    | Производња и снабдевање   | Грађевинарство                | Трговина                             | Хотели и ресторани   | Саобраћај, складиштење и везе |
| Мушки  | 17                        | 86                            | 173                                  | 15                   | 129                           |
| Женски | 4                         | 16                            | 194                                  | 32                   | 39                            |
| УКУПНО | 21                        | 102                           | 367                                  | 47                   | 168                           |
| Пол    | Финансијско посредовање   | Некретнине                    | Државна управа и одбрана             | Образовање           | Здравствени и социјални рад   |
| Мушки  | 2                         | 50                            | 45                                   | 24                   | 18                            |
| Женски | 19                        | 45                            | 35                                   | 63                   | 102                           |
| УКУПНО | 21                        | 95                            | 80                                   | 87                   | 120                           |
| Пол    | Остале услужне активности | Приватна домаћинства          | Екстериторијалне организације и тела | Непознато            | Непознато                     |
| Мушки  | 52                        | 2                             | 0                                    | 25                   | 25                            |
| Женски | 35                        | 3                             | 2                                    | 7                    | 7                             |
| УКУПНО | 87                        | 5                             | 2                                    | 32                   | 32                            |